# マーチ・スカイブルー・ドリーム
マーチ・スカイブルー・ドリーム（March Sky Blue Dream）は、矢藤学が作曲した行進曲。
第26回朝日作曲賞の受賞作品、2016年度全日本吹奏楽コンクール課題曲（課題曲Ⅰ）である。マーチ作品としての受賞は2011年以来5年ぶりとなる。 
♩=128ca.　4分の4拍子　ヘ長調～変ロ長調。

## 概要
作曲者の矢藤学は中学時代より吹奏楽部でトランペットを始め、その後独学で作曲法を学ぶ傍ら吹奏楽コンクール課題曲への作品応募を続けていた経歴を持っている。朝日作曲賞を受賞した今作品は、作曲者が学生当時に触れた多くの課題曲の印象のほかに、共に笑い、共に涙した部員たちとの思い出からも着想を得て書き上げられているのが特徴である。 
”スカイブルー・ドリーム”という題名が示すように、どこまでも限りなく広がる青空の彼方まで、ひと夏の夢を乗せた皆のハーモニーを高らかに響き渡らせる———　という、作曲者の熱く爽やかな想いが込められた一曲である。 

## 楽曲解説
Giocoso　♩=128ca.　4分の4拍子
裏拍のリズムを活かしたトランペットの華やかな4小節のファンファーレで始まり、それに続いてクラリネットとサックスによる明るく優雅なヘ長調（F major）のメロディが現れる。 
Bから加勢するホルンやユーフォニアムらのオブリガードと絡まり合いながら滑らかに進行するメロディは、その終わりにフルートやトランペットも加わって締めの和音を結ぶ。 
次いで登場するトロンボーンらの力強い下降系フレーズに始まるCは、それを強力に後押しするシンバルらの前打ち、木管楽器らの後打ちによって推進力を得て、その途中でフルートとアルトサックスの二重奏、スネアドラムの軽快なリム打ちを挟んでいく。 
そうして再び盛り上がった曲は、再現部であるDで高音部のユニゾンを加えてより華やかさを増したメロディを聴かせていき、Trioの2小節間で洒落たコード進行を見せながら変ロ長調（B♭ major）へと転調していく。 
Trio以降
Cantabile（歌うように）の指示のもと、再び現れたクラリネットとサックスのユニゾンが中音域の旋律を紡いでいき、それに付き添うようにキラキラとしたフルートとグロッケンのモチーフや、テナーサックス、ユーフォニアムらのオブリガードが顔を出す。 
その流れのまま続くFからは、旋律に高音部が加わってより明るさを増し、ミュートのトランペットが軽快なリズムで寄り添っていく。 
そのフレーズが終わり、トロンボーンやチューバを初めとする低音楽器の力強い8分音符で流れ込むGでは、Brillante（輝かしく）の指示のもとに冒頭のファンファーレが変ト長調（G♭ major）と変ハ長調（C♭ major）で再現され、ディミニッシュやsus4（サスフォー）といったコードを織り交ぜながら徐々に緊張感を高めていく。 
Hからはその緊張感から抜け出し、再びB♭の調性に戻ってきたメロディが、Animato（元気に）の意気を前面に押し出しながらフルボリュームで前進する。 
トロンボーンらのアルペジオを効かせたオブリガードを伴った活気あふれる旋律は、その途上で音量をメゾピアノへと絞って足並みを揃えると、そこから再び盛り上がって堂々たる展開を見せる。 
そして終結部であるIでは、シンバルの一打と共に全ての楽器が一旦鳴りを潜め、その空間をトランペットのソロが落ち着いた音色で、しかし決然とした意志を込めて鳴り渡っていく。 
その終わりと同時にフォルテシモの下降系スケール、ホルンとサックスのグリッサンドが炸裂し、Grandiosoの響きのもとに幕を閉じる。